# Eroe nazionale del Kazakistan
Il titolo di eroe nazionale del Kazakistan è un titolo onorifico del Kazakistan.

## Storia
L'onorificenza è stata istituita il 21 dicembre 1993 ed è stata assegnata il 23 maggio 1994. Chi riceve quest'onorificenza è insignito anche dell'ordine della patria.

## Insegne
- L'insegna è una stella a sette punte. Il rovescio della stella è concavo, con profondo sollievo sui raggi, con una parte centrale piana, dove la scritta "Халық Қаһарманы". Fino al 1996 l'insegna era leggermente diversa.
- Il nastro è completamente azzurro.

## Insigniti
Gli insignito sono attualmente trentadue, tra i quali:
1. Sagadat Nurmagambetov (23 maggio 1994) - generale dell'esercito e ministro della Difesa della Repubblica del Kazakistan
2. Akhat Salemhatovich Kulen (15 ottobre 1994) - professore nel dipartimento di chimica e metallurgia
3. Alexander Khristenko (15 ottobre 1994) - direttore dell'Istituto dell'agricoltura
4. Toqtar Oñğarbayulı Äwbäkirov (12 gennaio 1995) - maggiore generale e cosmonauta
5. Talğat Amankeldiulı Musabaev (12 gennaio 1995) - maggiore generale e cosmonauta
6. Jurij Ivanovyč Malenčenko (12 gennaio 1995) - colonnello e cosmonauta russo
7. Kasim Kaysenov (24 aprile 1995) - scrittore e veterano della grande guerra patriottica del 1941-1945
8. Alexei Kulakov (24 aprile 1995) - veterano della grande guerra patriottica del 1941-1945
9. Murdin Taipov (24 aprile 1995) - veterano della grande guerra patriottica del 1941-1945
10. Mukhtar Aliyev (29 dicembre 1995) - accademico e direttore dell'Istituto di chirurgia clinica e sperimentale
11. Akim Ivanovic Atmachidi (29 dicembre 1995) - direttore dell'Associazione per la produzione di calcestruzzo semiplatinato
12. Bauyrzhan Momyshuly (?) - militare e veterano della grande guerra patriottica del 1941-1945
13. Shafik Chokin (7 giugno 1996) - presidente dell'Accademia delle scienze del Kazakistan
14. Roza Baglanova (9 dicembre 1996) - cantante lirica, artista del popolo dell'URSS
15. Kayrat Ryskulbekov (9 dicembre 1996, postumo) - vittima del regime sovietico
16. Bahturas Beyskbaev (6 maggio 1998, postumo) - tiratore, partecipante alla grande guerra patriottica del 1941-1945 ed Eroe della Federazione Russa
17. Nurgisa Atabaevich Tlendiev (24 agosto 1998) - compositore
18. Azerbayzhan Madievich Mambetov (24 ottobre 1998) - regista teatrale e artista del popolo dell'URSS
19. Rakhimzhan Qoshqarbaev (7 maggio 1999) - tenente, partecipante alla grande guerra patriottica del 1941-1945, comandante di una compagnia di fanteria, eroe della presa di Berlino
20. Xïwaz Qaýırqızı Dospanova (7 dicembre 2004) - veterana della grande guerra patriottica del 1941-1945 ed aviatrice
21. Maulen Kalmyrza (2005) - veterana della grande guerra patriottica del 1941-1945 ed eroina della battaglia per la liberazione dell'Ucraina
22. Alexander Emelianovich Kaporin (2005) - veterano della grande guerra patriottica del 1941-1945 e comandante di batterie anticarro
23. Mukhtar Altynbayev (6 maggio 2006) - generale dell'Esercito e segretario della Difesa della Repubblica del Kazakistan
24. Azamat Tleuhanovich Zhumadilov (7 dicembre 2007) - tenente dell'Esercito della Repubblica del Kazakistan, per il salvataggio di una donna con tre figli da una casa in fiamme
25. Bahytzhan Ertaevich Yertayev (5 dicembre 2008) - tenente generale, vice presidente dello staff congiunto dei capi delle Forze Armate del Kazakistan, partecipante alla guerra afghana del 1979-1989
26. Gaziz Abdibekovich Baitasov (5 dicembre 2011, postumo) - capitano di polizia, comandante del 1º plotone nella città di Taraz
27. Nursultan Ábishuly Nazarbaev (?) - presidente del Kazakistan
28. Ajdyn Akanovič Aimbetov (14 ottobre 2015) - cosmonauta
29. Dmitry Olegovich Rodin (3 maggio 2016) - comandante del velivolo Fokker-100 che ha fatto atterrare senza la cremagliera anteriore del telaio
30. Kairat Zharylkasynovich Umbetov (3 maggio 2016) - capo dello staff e primo vice comandante dell'unità militare 6505 del comando regionale "Ortalyk" della guardia nazionale